# مهرداد معین‌فر
مهرداد معین‌فر (زادهٔ ۷ آبان ۱۳۶۶ – درگذشتهٔ ۲۶ آبان ۱۳۹۸) یکی از کشته‌شدگان اعتراضات آبان ۱۳۹۸ ایران بود.

## زندگی‌نامه
مهرداد معین‌فر در ۷ آبان سال ۱۳۶۶ در همدان متولد شد. او تنها پسر خانواده بود و به همراه پدر، مادر و تنها خواهرش در شهریار زندگی می‌کرد. مهرداد معین‌فر فارغ‌التحصیل رشتهٔ کارشناسی شیمی، کارمند داروخانه‌ای در محلهٔ عبدآبادِ فردوسیهٔ شهریار و مشاور پوست بود. او همچنین ورزشکار و مربی پرورش اندام بود. مهرداد معین‌فر مدیر یک کانال تلگرامی با عنوان «به نام انسانیت» بود که در آن مطالب اعتراضی علیه وضعیت جامعه و حاکمیت جمهوری اسلامی منتشر می‌کرد.

## کشته‌شدن
مهرداد معین‌فر، در ۲۶ آبان ۱۳۹۸، دومین روز از اعتراضات مردمی به افزایش قیمت بنزین، به معترضان پیوست و در خیابان ولیعصر شهریار، هدف گلولهٔ مأموران امنیتی قرار گرفت. گلوله به قلب وی اصابت کرد و باعث پاره شدن رگ‌های قلبش شد. به گفتهٔ مادر مهرداد، سمت راست سر او نیز بر اثر ضربهٔ باتون شکسته و سمت راست صورتش کبود بود. پیکر او در فردوسیهٔ شهریار به خاک سپرده شد. روی سنگ قبر وی نوشته‌اند: «دریغا تهی از تو خاک ایران زمین. نه می‌بخشیم و نه فراموش می‌کنیم».

## حواشی
- پس از کشته‌شدن مهرداد معین‌فر، از پدرش توسط نیروهای امنیتی تعهد گرفته شد که پیکر فرزندش را بدون سر و صدا، مستقیم برای خاکسپاری ببرند.[۱]
- خانوادهٔ معین‌فر علیرغم فشارهای نهادهای امنیتی اجازه ندادند که فرزندشان «شهید» اعلام شود.[۵]

- در سالگرد کشته‌شدن مهرداد معین‌فر، نیروهای امنیتی به سراغ مادرش رفتند و از او پرسیدند: «مهرداد روز یکشنبه ۲۶ آبان، در خیابان چه کار می‌کرد و به چه چیزی اعتراض داشت؟» مادر مهرداد پاسخ داد:[۱]

«به نیروهای امنیتی که مرا بردند گفتم معترض حق همه مردم است اما شما با گلوله جواب شونو دادین. هزاران مهرداد معترض رفتند توی خیابان اما شما با گلوله جواب آنها را دادین، به مغز یا قلب شون تیر زدین.»
- ۱۱ اردیبهشت ۱۴۰۰، همزمان با روز جهانی کارگر، مادر مهرداد معین‌فر به همراه مادرانِ رضا معظمی، محمد طاهری، پژمان قلی‌پور، به دیدار گوهر عشقی مادر کارگر جان‌باخته ستار بهشتی رفتند و یاد کشته‌شدگان آبان ۱۳۹۸ را گرامی داشتند.[۱۰]
- در جریان اعتراضات تابستان ۱۴۰۰ ایران، ایران الهیاری، مادر مهرداد معین‌فر، با انتشار پیامی ویدیویی حمایت خود را از اعتراضات مردم خوزستان، آذربایجان و سایر مناطق ایران اعلام کرد.[۱۱]
- ۷ آبان ۱۴۰۰، جمعی از پدران و مادران جان‌باختگان اعتراضات آبان ۱۳۹۸، در سالروز تولد مهرداد معین‌فر، همزمان با روز کوروش بزرگ بر سر مزار او جمع شدند. در این مراسم ایران الهیاری، مادر مهرداد، شمع تولد او را با آرزوی «آزادی ایران و نابودی قاتلان جان‌باختگان آبان ۹۸ و همه جان‌باختگان ایران پس از انقلاب ۵۷» خاموش کرد.[۲][۱۲]